# جيمس روني
جيمس روني هو سياسي كندي، ولد في 1897 في كوبورغ في كندا، وتوفي في 24 نوفمبر 1969. حزبياً، نشط في الحزب الليبرالي الكندي. وقد انتخب عضو مجلس العموم الكندي.